# Puron
Puron is een bestuurslaag in het regentschap Sukoharjo van de provincie Midden-Java, Indonesië. Puron telt 1812 inwoners (volkstelling 2010).